# Madotheca wataugensis
Madotheca wataugensis là một loài rêu trong họ Porellaceae. Loài này được Sull. mô tả khoa học đầu tiên năm 1856.